# Aleksander Krajewski (dyplomata)
Aleksander Krajewski (ur. 9 czerwca 1903 w Żółkwi, zm. 6 września 1997) – polski dyplomata.

## Życiorys
Jako dyplomata pełnił funkcję posła PRL w Belgii (od 27 lipca 1948 do 3 maja 1948), w Etiopii (od 4 czerwca 1957 do 1960), ministra pełnomocnego PRL w Jemenie Północnym (od 13 lipca 1958 do 1962) oraz był przedstawicielem PRL Egipcie (od 28 maja 1956 do 1960), w Brazylii (od 1965 do 1970).
Pochowany na Cmentarzu Wojskowym na Powązkach w Warszawie (kwatera GII dod.-3-5/6).

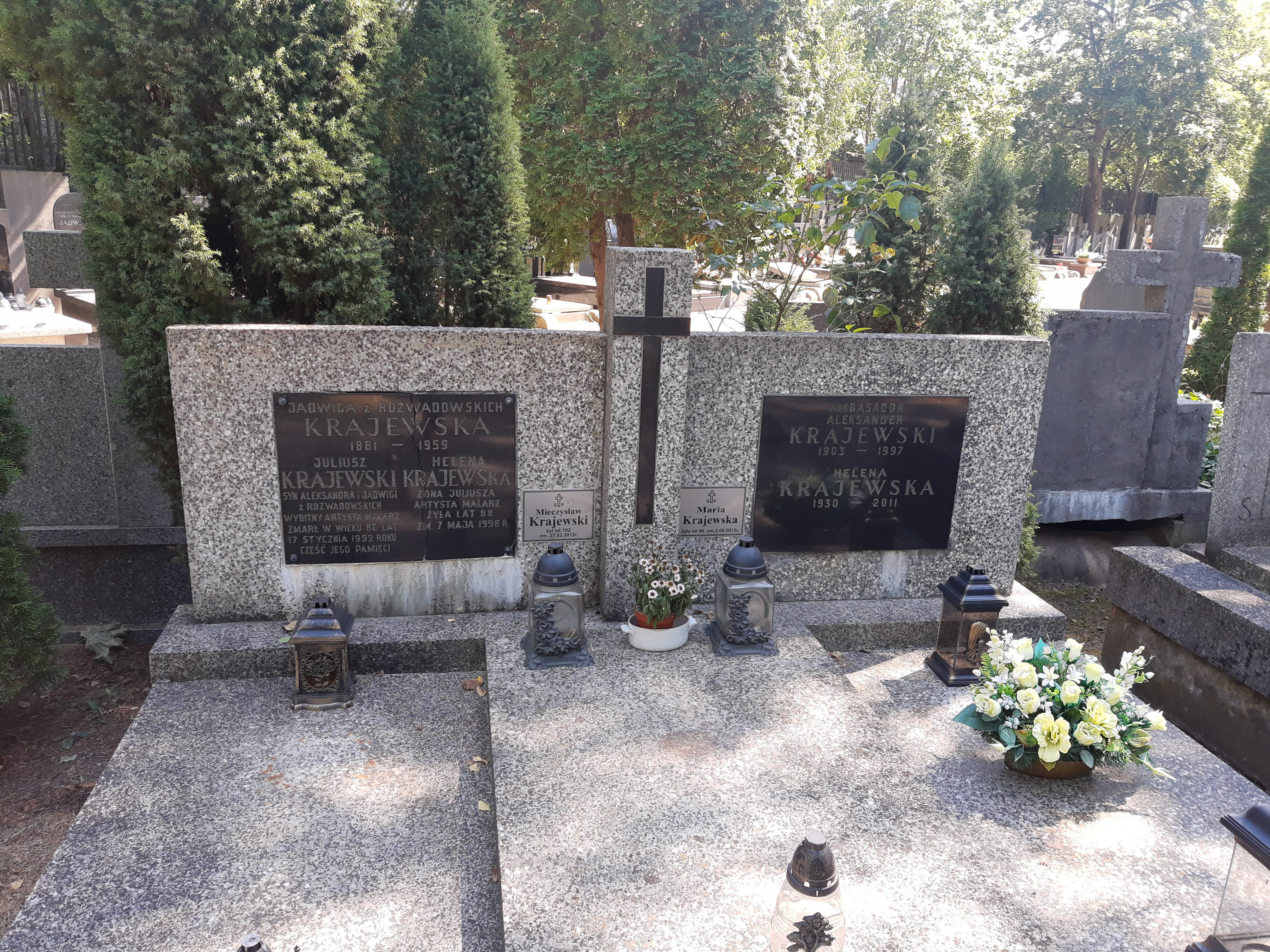
Grobowiec rodzinny Jadwigi Jasieńczyk-Krajewskiej na Powązkach Wojskowych, w którym spoczywają Juliusz i Aleksander Krajewscy

## Ordery i odznaczenia
- Krzyż Komandorski Orderu Odrodzenia Polski (22 lipca 1951)[3]
- Srebrny Krzyż Zasługi (19 lipca 1946)[4]